# Dioscorea lacerdaei
Dioscorea lacerdaei är en enhjärtbladig växtart som beskrevs av August Heinrich Rudolf Grisebach. Dioscorea lacerdaei ingår i släktet Dioscorea och familjen Dioscoreaceae. Inga underarter finns listade i Catalogue of Life.